# 보호 지역

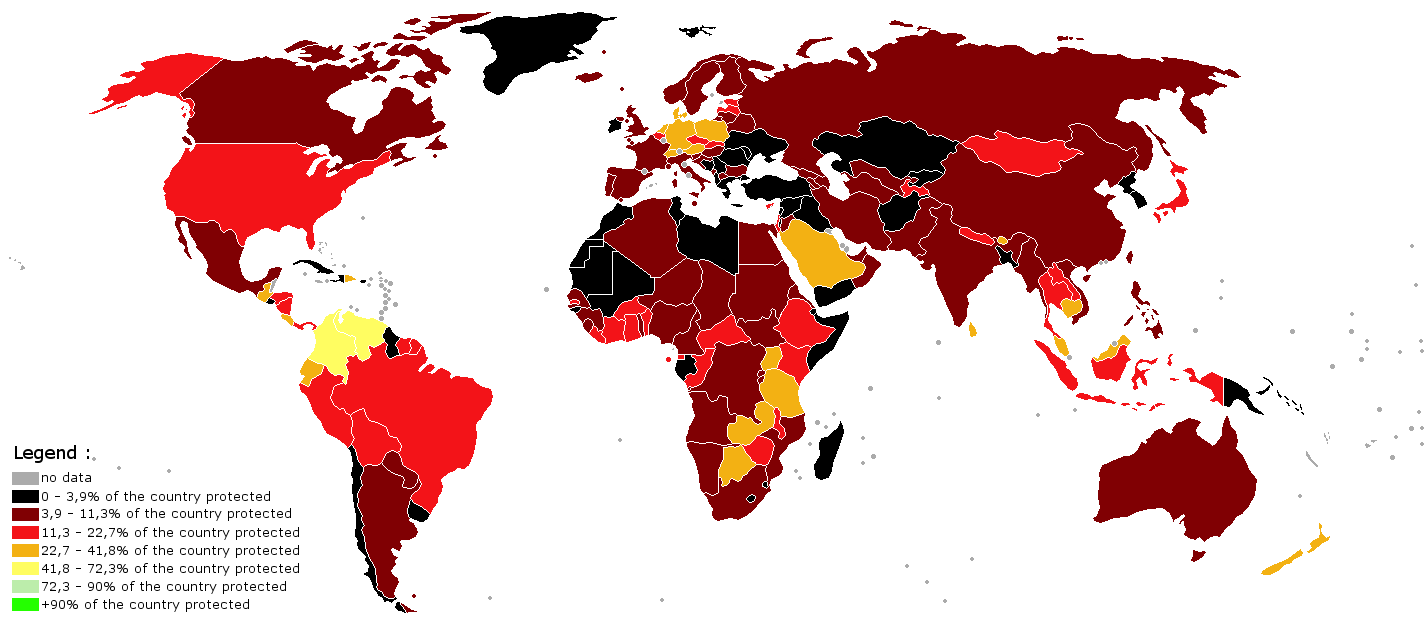
전 세계의 보호 지역

보호 지역(保護地域)은 어떤 지역을 보존하기 위해 규제, 관리 되는 지역이다.

## IUCN의 보호지역 카테고리
- Category Ia – 엄정 자연보전지역
- Category Ib – 원시야생지역
- Category II – 국립공원
- Category III – 천연기념물 또는 특징
- Category IV – 서식지/종 관리 지역
- Category V – 육상/해상 경관 보호지역
- Category VI – 자연자원의 지속가능한 이용 보호지역

## 같이 보기
- 생물 다양성 핫스팟
- 기후 변화 완화
- 생태관광
- 천연보호구역
- IUCN 보호지역 카테고리
- 영국의 등록문화재
- 해양보호구역
- 국립공원
- 천연보호구역
- 침입종
- 밀렵
- 농촌 이탈
- 특별 보전 지역
- 지속가능 개발 목표
- 도시화
- 세계 보존 구역 위원회
- 세계유산